# Natação no Campeonato Europeu de Esportes Aquáticos de 2022 - 4x100 m livre masculino
A prova do revezamento 4x100 metros nado livre masculino da natação no Campeonato Europeu de Esportes Aquáticos de 2022 ocorreu no dia 14 de agosto no Foro Italico, em Roma, na Itália. 

## Calendário
| Fase          | Data         | Hora  |
| ------------- | ------------ | ----- |
| Eliminatórias | 14 de agosto | 10:02 |
| Final         | 14 de agosto | 19:15 |

Todos os horários estão no horário local (UTC+1)

## Recordes
Antes desta competição, os recordes eram os seguintes:
|                       | Nacionalidade  | Tempo   | Local     | Data                 |
| --------------------- | -------------- | ------- | --------- | -------------------- |
| Recorde mundial       | Estados Unidos | 3:08.24 | Pequim    | 11 de agosto de 2008 |
| Recorde europeu       | França         | 3:08.32 | Pequim    | 11 de agosto de 2008 |
| Recorde do campeonato | Rússia         | 3:10.41 | Budapeste | 17 de maio de 2021   |

## Medalhistas
| Ouro | Prata                                                                         | Bronze                                                                        |
| Itália · Alessandro Miressi · Thomas Ceccon · Lorenzo Zazzeri · Manuel Frigo · Alessandro Bori* · Filippo Megli* · Leonardo Deplano* | Hungria · Nándor Németh · Szebasztián Szabó · Dániel Mészáros · Kristóf Milák | Reino Unido · Jacob Whittle · Matthew Richards · Thomas Dean · Edward Mildred |

*Atletas que competiram apenas nas eliminatórias e receberam medalhas

## Resultados

### Eliminatórias
Esses foram os resultados das eliminatórias. 
| Pos. | Bateria | Raia | Nacionalidade | Nadadores                                                                                          | Tempo   | Notas            |
| ---- | ------- | ---- | ------------- | -------------------------------------------------------------------------------------------------- | ------- | ---------------- |
| 1    | 1       | 3    | Hungria       | Nándor Németh (48.54) Szebasztián Szabó (48.54) Dániel Mészáros (48.70) Kristóf Milák (48.84)      | 3:14.62 | Q                |
| 2    | 2       | 1    | Itália        | Alessandro Bori (48.69) Filippo Megli (49.09) Leonardo Deplano (48.31) Manuel Frigo (48.91)        | 3:15.00 | Q                |
| 3    | 1       | 8    | Reino Unido   | Edward Mildred (49.41) Jacob Whittle (48.01) Matthew Richards (49.00) Thomas Dean (48.60)          | 3:15.02 | Q                |
| 4    | 2       | 2    | Espanha       | Sergio de Celis (48.82) Carles Coll (48.99) Mario Mollà (49.48) Luis Domínguez (47.95)             | 3:15.24 | Q,               |
| 5    | 1       | 6    | Países Baixos | Stan Pijnenburg (48.87) Jesse Puts (48.95) Luc Kroon (48.93) Sean Niewold (48.72)                  | 3:15.47 | Q                |
| 6    | 1       | 1    | França        | Charles Rihoux (49.04) Guillaume Guth (48.77) Thomas Piron (49.08) Julien Berol (49.24)            | 3:16.13 | Q                |
| 7    | 2       | 5    | Polónia       | Karol Ostrowski (49.42) Kamil Sieradzki (48.57) Konrad Czerniak (49.08) Mateusz Chowaniec (49.37)  | 3:16.44 | Q                |
| 8    | 1       | 2    | Ucrânia       | Vladyslav Bukhov (49.90) Sergii Shevtsov (48.72) Illya Linnyk (48.84) Valentyn Nesterkin (49.05)   | 3:16.51 | Q                |
| 9    | 1       | 4    | Suécia        | Björn Seeliger (48.46) Robin Hanson (50.02) Elias Persson (49.57) Marcus Holmquist (49.42)         | 3:17.47 |                  |
| 10   | 1       | 5    | Alemanha      | Peter Varjasi (49.05) Timo Sorgius (49.02) Sebastian Pierre-Louis (49.65) Björn Kammann (50.15)    | 3:17.87 |                  |
| 11   | 2       | 0    | Roménia       | David Popovici (47.85) George Stoica-Constantin (49.82) Patrick Dinu (50.20) Mihai Gergely (50.07) | 3:17.94 |                  |
| 12   | 2       | 7    | Sérvia        | Nikola Aćin (50.20) Andrej Barna (48.01) Uroš Nikolić (49.35) Uroš Živanović (50.59)               | 3:18.15 |                  |
| 13   | 2       | 6    | Israel        | Denis Loktev (49.97) Ron Polonsky (49.08) Meiron Cheruti (49.22) Martin Kartavi (49.96)            | 3:18.23 |                  |
| 14   | 1       | 7    | Luxemburgo    | Rémi Fabiani (49.74) Pit Brandenburger (49.76) Max Mannes (51.08) Julien Henx (50.34)              | 3:20.92 | Recorde nacional |
| 15   | 2       | 4    | Malta         | Matthew Galea (53.50) Rudi Spiteri (52.59) Raoul Stafrace (52.76) Thomas Wareing (54.63)           | 3:33.48 |                  |
| 16   | 2       | 8    | Albânia       | Zhulian Lavdaniti (53.25) Franc Aleksi (56.61) Even Qarri (58.83) Endi Kola (57.35)                | 3:46.04 |                  |
| 17   | 2       | 3    | Grécia        | Apostolos Christou (50.59) Kristian Gkolomeev (48.38) Stergios Bilas Andreas Vazaios               | DSQ     | DSQ              |

### Final
Esse foi o resultado da final. 
| Pos.              | Raia | Nacionalidade | Nadadores                                                                                        | Tempo   | Notas            |
| ----------------- | ---- | ------------- | ------------------------------------------------------------------------------------------------ | ------- | ---------------- |
| Medalha de ouro   | 5    | Itália        | Alessandro Miressi (47.76) Thomas Ceccon (47.88) Lorenzo Zazzeri (47.60) Manuel Frigo (47.26)    | 3:10.50 |                  |
| Medalha de prata  | 4    | Hungria       | Nándor Németh (47.86) Szebasztián Szabó (48.42) Dániel Mészáros (48.91) Kristóf Milák (47.24)    | 3:12.43 |                  |
| Medalha de bronze | 3    | Reino Unido   | Jacob Whittle (48.72) Matthew Richards (47.88) Thomas Dean (47.74) Edward Mildred (48.36)        | 3:12.70 |                  |
| 4                 | 6    | Espanha       | Sergio de Celis (48.41) Luis Domínguez (47.89) Mario Mollà (49.30) Carles Coll (48.13)           | 3:13.73 | Recorde nacional |
| 5                 | 2    | Países Baixos | Stan Pijnenburg (48.99) Jesse Puts (48.70) Luc Kroon (49.09) Sean Niewold (48.97)                | 3:15.75 |                  |
| 6                 | 8    | Ucrânia       | Vladyslav Bukhov (49.46) Sergii Shevtsov (48.51) Illya Linnyk (48.73) Valentyn Nesterkin (49.24) | 3:15.94 | Recorde nacional |
| 7                 | 1    | Polónia       | Ksawery Masiuk (49.41) Kamil Sieradzki (48.85) Konrad Czerniak (49.04) Karol Ostrowski (48.67)   | 3:15.97 |                  |
| 8                 | 7    | França        | Maxime Grousset (47.69) Guillaume Guth Charles Rihoux Hadrien Salvan                             | DSQ     | DSQ              |

Legenda
| Recorde mundial       | Recorde mundial (World record)               |                       | Recorde africano                      | Recorde africano (African) |                                           | Q | Classificado por posição (Qualified) |
| Recorde do campeonato | Recorde do campeonato (Championship record)  | Recorde da América    | Recorde da América (Americas)         | q                          | Classificado por melhor tempo (Qualified) |   |                                      |
| Melhor marca do ano   | Melhor marca do ano (World leading)          | Recorde asiático      | Recorde asiático (Asian)              | DNS                        | Não largou (Did not start)                |   |                                      |
| Recorde nacional      | Recorde nacional (National record)           | Recorde europeu       | Recorde europeu (European)            | DNF                        | Não terminou (Did not finish)             |   |                                      |
| Recorde pessoal       | Recorde pessoal do atleta (Personal best)    | Recorde da Oceania    | Recorde da Oceania (Oceania)          | DSQ / DQ                   | Desclassificado (Disqualified)            |   |                                      |
| Recorde da temporada  | Recorde da temporada do atleta (Season best) | Recorde sul-americano | Recorde sul-americano (South America) | NM                         | Sem marca (No mark)                       |   |                                      |